# Regeringens IT-råd
Regeringens IT-råd var en kommitté tillsatt av Sveriges regering i syfte att vara regeringens rådgivare i IT-politiska frågor. IT-rådet tillsattes 20 juni 2007 och verkade till och med år 2010, då det lades ner. Det kan ses som en efterföljare till tidigare IT-kommissioner (1994–2003) och den IT-politiska strategigruppen (2003–2006). Det efterföljande Digitaliseringsrådet startades av Anna-Karin Hatt 2011.
IT-rådet bestod av 18 ledamöter och leddes av infrastrukturminister Åsa Torstensson.
Enligt regeringens presentation skulle rådet vara ett forum för strategisk diskussion mellan regeringen och företrädare för olika samhällsområden och ge perspektiv på lokal, regional och nationell nivå, utifrån ett näringspolitiskt angreppssätt. Syftet med rådets arbete var bland annat att utbyta åsikter och dela erfarenheter, och att uppmärksamma och diskutera framtida utmaningar. Eftersom IT i stor utsträckning påverkas av den internationella utvecklingen skulle detta perspektiv också uppmärksammas.

## Ledamöter
- Caroline Andersson, VD, Governo AB.
- Bosse Svensson, VD för Mktmedia.
- Bo Dahlbom, professor i informationsteknologi, Göteborgs universitet
- Håkan Eriksson, forskningschef, Ericsson
- Helena Ervenius, ansvarig för IT-frågor, Regionförbundet Kalmar
- Anne-Marie Fransson, förbundsdirektör IT & Telekomföretagen inom Almega
- Patrik Fältström, Senior Consulting Engineer, Cisco
- Lars Hultkrantz, professor i nationalekonomi, Örebro universitet
- Kristina Höök, professor vid Data- och systemvetenskapliga institutionen, Stockholms universitet
- Maria Khorsand, vd och koncernchef, Sveriges Tekniska Forskningsinstitut (från 1 oktober 2007)
- Eva Lindqvist, styrelseordförande och ledningskonsult. Före detta vicepresident, Mobile Business, Telia Sonera
- Nicklas Lundblad, stabschef, Stockholms handelskammare
- Ingrid Udén Mogensen, Chief Information Security Officer CISO (informationssäkerhetsansvarig), Electrolux
- Ann-Marie Nilsson, direktör Proment. Före detta vd IT-företagen
- Jan Rosén, professor i civilrätt (immaterialrätt), Stockholms universitet
- Pär Ström, integritetsombudsman, tankesmedjan Den Nya Välfärden
- Roger Wallis, professor i multimedia, Kungliga Tekniska högskolan
- Shori Zand, koncernchef, Storken barnmorskemottagningar